# Bruce Adolphe
Pour les articles homonymes, voir Adolphe.
Bruce Adolphe est un écrivain, professeur, pianiste et compositeur américain, né le 31 mai 1955. Il est actuellement conférencier en résidence et directeur du Family Concerts of the Chamber Music Society du Lincoln Center, fondateur et directeur artistique du Learning Maestros anciennement PollyRhythm Productions. Il a créé et anime l'émission hebdomadaire Piano Puzzler sur les programmes nationaux radiophoniques de musique classique Performance Today sur la Fred Child. Entendue sur la National Public Radio pendant trois ans, elle peut être désormais écoutée sur American Public Media, également disponible en podcast et sur iTunes.

## Écrits
- The Mind's Ear: Exercises for Improving the Musical Imagination
- What To Listen for in the World
- Of Mozart, Parrots and Cherry Blossoms in the Wind: A Composer Explores Mysteries of the Musical Mind

## Composition
Adolphe  a composé pour Yo-Yo Ma, Itzhak Perlman, Sylvia McNair, le Beaux Arts Trio, le Brentano String Quartet, le Miami Quartet, le National Symphony Orchestra, le Orpheus Chamber Orchestra, le Chicago Chamber Musicians, société de musique de chambre du centre Lincoln (en) et de nombreuses autres musiciens et organisations. En 2009, son opéra en un acte Let Freedom Sing : The Story of Marian Anderson sur un livret de Carolivia Herron a été créé au Atlas Theater à Washington par l'Opéra national de Washington (en) et la Washington Performing Arts Society, commanditaires de l'œuvre. En 2009 encore, son concerto pour violon a été créé par le violoniste Eugene Drucker, membre du Emerson String Quartet, avec le Idyllwild Academy Orchestra sous la direction de Peter Askim au Redcat Theater du Disney Hall de Los Angeles. Une soirée consacrée à sa musique de chambre s'est tenue au Kennedy Center. Son œuvre Music Is, pour chœur d'enfants et orchestre de jeunes musiciens, a été créée lors du 25e anniversaire de la Thurnauer School of Music en juin 2009 avec le Young People's Chorus de New York et le Thurnauer Orchestra.

### Musique de chambre
- Self Comes to Mind, pour violoncelle et deux percussionnistes, sur un texte de Antonio Damasio et des images visuelles sur des scanners cérébraux de Hanna Damasio, 2009
- The Tiger's Ear: Listening to Abstract Expressionist Paintings, pour hautbois, violon, alto, violoncelle et piano, 2009
- Whispers of Mortality, quatuor à cordes no 4, 1998
- Three Secret Stories, pour violon et piano, 2005
- Couple, pour violoncelle et piano, 1998
- Memories of a Possible Future, pour quintette avec piano, 1994
- Red Dogs and Pink Skies: A Musical Celebration of Paul Gauguin, pour flute, clarinette, violon, violoncelle, basse et percussion, avec des passages narrés en option, 2003
- Night Journey, pour quintette à vents, 1986

### Opéra et musique vocale
- Let Freedom Sing: The Story of Marian Anderson, opéra en un acte sur un livret de Carolivia Herron, 2009
- Wind Across the Sky: Settings of Native American Poetry, pour soprano et trio avec piano, 2007
- A Thousand Years of Love, pour soprano et piano, 1999
- Mikhoels the Wise, opéra en deux actes sur Solomon Mikhoels, sur un livret de Mel Gordon, 1982
- The False Messiah, opéra en deux actes, sur un livret de Mel Gordon, 1983
- The Amazing Adventure of Alvin Allegretto, opéra comique pour enfants en un acte, sur un livret de Sara Schlessinger, 1994
- Ladino Songs of Love and Suffering, pour soprano, cor et guitare, 1985

### Concertos
- Concerto pour violon, 2005
- Tyrannosaurus Sue: A Cretaceous Concerto, pour treize musiciens et un narrateur, 2000

### Divers
- Witches, Wizards, Spells, and Elves: The Magic of Shakespeare, pour acteurs et treize musiciens, 2005